# Alcobertas
Alcobertas ist eine Ortschaft und Gemeinde in Portugal. Der Ort liegt etwa neun Kilometer nördlich der Kreisstadt Rio Maior an der Ostflanke der Serra dos Candeeiros.
Von besonderer Bedeutung ist die Megalithkapelle Santa Maria Madalena, eine der zehn größten Kapellen dieser Art auf der Iberischen Halbinsel.
|  |  |

## Geschichte
|  |

Megalithfunde belegen eine vorgeschichtliche Besiedlung, insbesondere eine etwa 5.000 Jahre alte Anta aus der Jungsteinzeit. 
Die Ortsbezeichnung geht auf die maurische Zeit zurück und entwickelte sich aus dem arabischen al-coble für „kleinen Turm“.
1536 wurde Alcobertas eine eigenständige Gemeinde. Sie gehörte zum Kreis Alcanede, bis zu dessen Auflösung am 24. Oktober 1855. Seither ist Alcobertas Rio Maior angegliedert.

## Verwaltung
Alcobertas ist Sitz einer gleichnamigen Gemeinde (Freguesia) im Kreis (Concelho) von Rio Maior, im Distrikt Santarém. In der 32,03 km² großen Gemeinde wohnen 1735 Einwohner (Stand 19. April 2021).
Folgende Ortschaften liegen in der Gemeinde:
- Alcobertas
- Alqueidão
- Barbines
- Barreira da Mata
- Casais Monizes
- Casal da Velha
- Chãos
- Fonte Longa
- Portela de Teira
- Ribeira das Neves
- Ribeira de Cima
- Sourões
- Teira
- Vale Teira

## Wirtschaft
Die Produktion von Geflügel und Schweinefleisch ist das wesentliche Standbein der Wirtschaft Alcobertas. Daneben sind noch Schuhindustrie, Baugewerbe, Handel, und besonders der Abbau von Gestein, insbesondere Basalt und Kalkstein und dessen Verarbeitung zu nennen.
Die bis in die 1970er Jahre tragende Landwirtschaft hat stark an Bedeutung verloren. Etwas Weinbau und Produktion von Olivenöl spielen noch eine Rolle, der Anbau von Gemüse, Getreide, Bohnen, Kartoffeln und Obst jedoch erfolgt heute nur noch im Nebenerwerb.

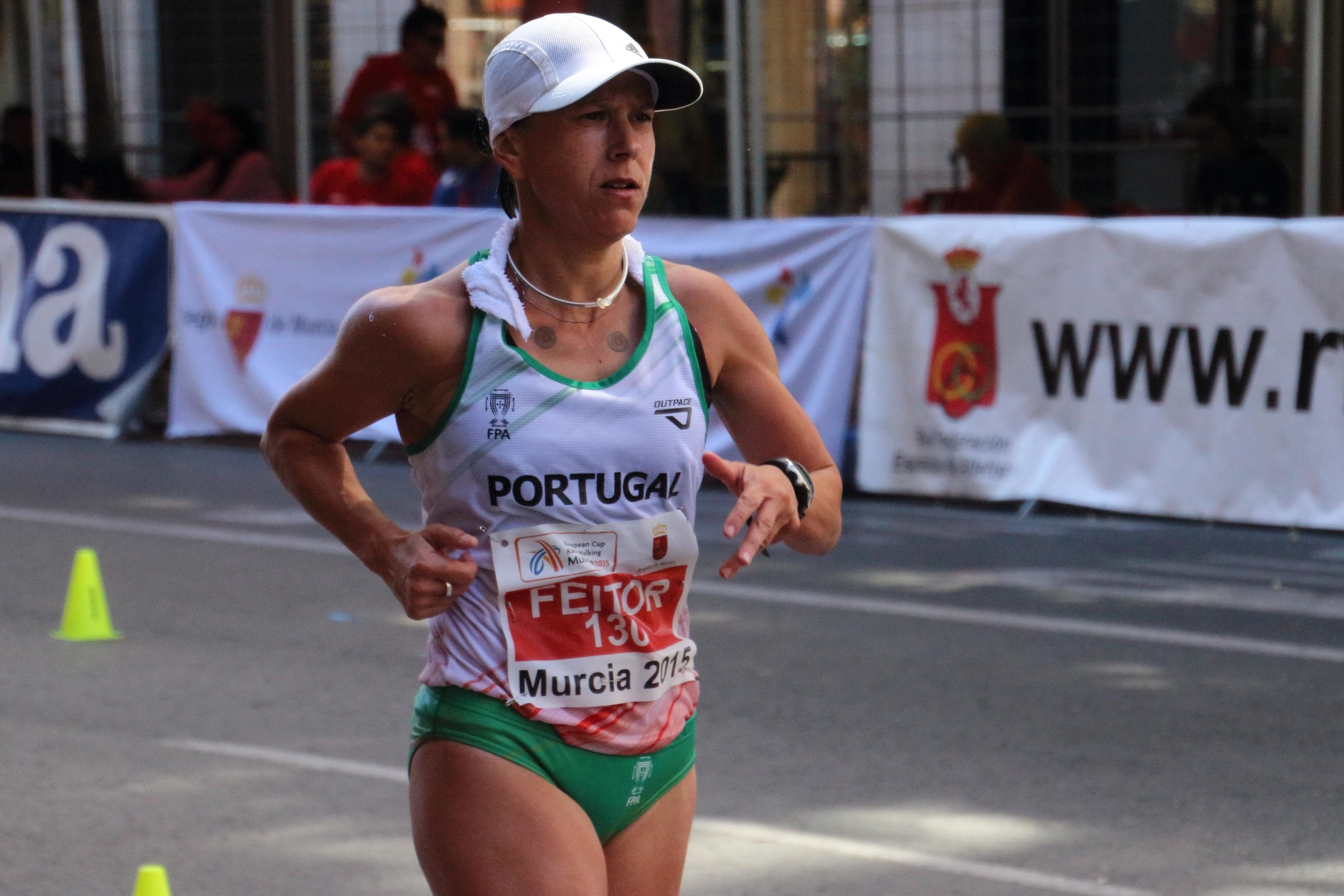
Susana Feitor bei der Geher-WM 2015 in Murcia

## Söhne und Töchter der Gemeinde
- Susana Feitor (* 1975), Leichtathletin, olympische Geherin